# Camponotus pylorus
Camponotus pylorus é uma espécie de inseto do gênero Camponotus, pertencente à família Formicidae.